# Шпанија на Светском првенству у атлетици на отвореном 2017.
Шпанија је учествовала на Светском првенству у атлетици на отвореном 2017. одржаном у Лондону од 4. до 13. августа шеснаести пут, односно учествовала је на свим првенствима до данас. Репрезентацију Шпаније представљало 55 учесника (34 мушкараца и 21 жена) који су се такмичили у 28 дисциплина (16 мушких и 12 женских).,
На овом првенству такмичари Шпаније нису освојили ниједну медаљу. У табели успешности према броју и пласману такмичара који су учествовали у финалним такмичењима (првих 8 такмичара) Шпанија је са 5 учесника у финалу делила 29. место са 14 бодова.
| Плас. | Земља   | 1. место | 2. место | 3. место | 4. место | 5. место | 6. место | 7. место | 8. место | Бр. финал. | Бод. |
| ----- | ------- | -------- | -------- | -------- | -------- | -------- | -------- | -------- | -------- | ---------- | ---- |
| =29.  | Шпанија | 0        | 0        | 0        | 1        | 1        | 0        | 2        | 1        | 5          | 14   |

## Учесници
| Мушкарци: - Оскар Усиљос — 400 м, 4х400 м - Лукас Буа — 400 м, 4х400 м - Самуел Гарсија — 400 м, 4х400 м - Кевин Лопез — 800 м - Алваро де Ариба — 800 м - Данијел Андујар — 800 м - Адел Мечал — 1.500 м - Марк Аскала — 1.500 м - Давид Бустос — 1.500 м - Илијас Фифа — 5.000 м - Хавијер Гера — Маратон - Иван Фернандез — Маратон - Ајад Ламдасен — Маратон - Орландо Ортега — 110 м препоне - Јидел Контрерас — 110 м препоне - Серхио Фернандез — 400 м препоне - Jonathan Romeo — 3.000 м препреке - Фернандо Каро — 3.000 м препреке - Себастијан Мартс — 3.000 м препреке - Дарвин Ечевери — 4х400 м - Алваро Мартин — 20 км ходање - Алберто Амезкуа — 20 км ходање - Мигел Анхел Лопез — 20 км ходање - Дијего Гарсија — 20 км ходање - Хосе Игнасио Дијаз — 50 км ходање - Франсиско Арсиља — 50 км ходање - Иван Пахуело — 50 км ходање - Адријан Ваљес — Скок мотком - Игор Бичков — Скок мотком - Еусебио Касерес — Скок удаљ - Пабло Торихос — Троскок - Карлос Тобалина — Бацање кугле - Хорхе Урена — Десетобој - Пау Тонесен — Десетобој | Жене: - Естела Гарсија — 200 м - Естер Гереро — 800 м - Марта Перез — 1.500 м - Соланхе Переира — 1.500 м - Ана Лозано — 5.000 м - Марта Естебан — Маратон - Паула Гонзалез — Маратон - Мариса Касануева — Маратон - Ирена Санчез-Ескрибано — 3.000 м препреке - Марија Хосе Перез — 3.000 м препреке - Тереса Урбина — 3.000 м препреке - Лаура Гарсија-Каро — 20 км ходање - Марија Перез — 20 км ходање - Ainhoa Pinedo — 20 км ходање - Рут Беитија — Скок увис - Ана Пелетеиро — Троскок - Фатима Диаме — Троскок - Марија Белен Тоимил — Бацање кугле - Урсула Руис — Бацање кугле - Сабина Асењо — Бацање диска - Берта Кастељс — Бацање кладива |  |

## Резултати

### Мушкарци
| Атлетичар                                            | Дисциплина       | Лични рекорд | Квалификације      | Квалификације      | Полуфинале            | Полуфинале            | Финале                | Финале               | Детаљи                                   |
| Атлетичар                                            | Дисциплина       | Лични рекорд | Резултат           | Место              | Резултат              | Место                 | Резултат              | Место                | Детаљи                                   |
| ---------------------------------------------------- | ---------------- | ------------ | ------------------ | ------------------ | --------------------- | --------------------- | --------------------- | -------------------- | ---------------------------------------- |
| Оскар Усиљос                                         | 400 м            | 45,33        | 45,22 кв, ЛР       | 4. у гр. 5         | 45,16 ЛР              | 6. у гр. 1            | Није се квалификовао  | 14 / 49 (52)         |                                          |
| Лукас Буа                                            | 400 м            | 45,60        | 46,00              | 7. у гр. 1         | Нису се квалификовали | Нису се квалификовали | Нису се квалификовали | 34 / 49 (52)         |                                          |
| Самуел Гарсија                                       | 400 м            | 45,00        | 46,37              | 6. у гр. 3         | Нису се квалификовали | Нису се квалификовали | Нису се квалификовали | 39 / 49 (52)         |                                          |
| Кевин Лопез                                          | 800 м            | 1:43,74 НР   | 1:45,77 (.763) КВ  | 2. у гр. 2         | 1:47,62               | 8. у гр. 1            | Нису се квалификовали | 23 / 47 (49)         |                                          |
| Алваро де Ариба                                      | 800 м            | 1:45,06      | 1:46,42            | 5. у гр. 3         | 1:46,64               | 8. у гр. 3            | Нису се квалификовали | 16 / 49 (52)         |                                          |
| Данијел Андујар                                      | 800 м            | 1:45,17      | Дисквалификован    | Дисквалификован    | Није се квалификовао  | Није се квалификовао  | Није се квалификовао  | Није се квалификовао |                                          |
| Давид Бустос                                         | 1.500 м          | 3:34,77      | 3:47,52            | 13. у гр. 1        | Нису се квалификовали | Нису се квалификовали | Нису се квалификовали | 36 / 41 (45)         |                                          |
| Марк Аскала                                          | 1.500 м          | 3:35,85      | 3:43,28 (.279)     | 10. у гр. 2        | Нису се квалификовали | Нису се квалификовали | Нису се квалификовали | 21 / 41 (45)         |                                          |
| Адел Мечал                                           | 1.500 м          | 3:34,70      | 3:38,99 КВ         | 6. у гр.3          | 3:40,60               | 5. у гр.1             | 3:34,71               | 4 / 41 (45)          |                                          |
| Илијас Фифа                                          | 5.000 м          | 13:05,61     | 13:47,90           | 16. у гр. 1        |                       |                       | Није се квалификовао  | 34 / 39 (41)         |                                          |
| Хавијер Гера                                         | Маратон          | 2:09:33      |                    |                    |                       |                       | 2:15:22               | 17 / 71 (100)        |                                          |
| Иван Фернандез                                       | Маратон          | 2:12:55      | Нису завршили трку | Нису завршили трку |                       |                       |                       |                      |                                          |
| Ајад Ламдасен                                        | Маратон          | 2:09:28      | Нису завршили трку | Нису завршили трку |                       |                       |                       |                      |                                          |
| Орландо Ортега                                       | 110 м препоне    | 12,94 НР     | 13,37 КВ           | 1. у гр. 5         | 13,23 (.224) кв       | 4. у гр. 1            | 13,37 (.361)          | 7 / 39 (41)          |                                          |
| Јидел Контрерас                                      | 110 м препоне    | 13,35        | 13,40 КВ, ЛРС      | 4. у гр. 4         | 13,65                 | 7. у гр. 2            | Није се квалификовао  | 17 / 39 (41)         |                                          |
| Серхио Фернандез                                     | 400 м препоне    | 48,87        | 50,38              | 7. у гр. 5         | Није се квалификовао  | Није се квалификовао  | Није се квалификовао  | 30 / 36 (40)         |                                          |
| Jonathan Romeo                                       | 3.000 м препреке | 8:31,36      | 8:38,05            | 11. у гр. 3        |                       |                       | Нису се квалификовали | 32 / 44 (45)         |                                          |
| Фернандо Каро                                        | 3.000 м препреке | 8:21,78      | 8:38,42            | 10. у гр. 2        | 33 / 44 (45)          |                       | Нису се квалификовали |                      |                                          |
| Себастијан Мартос                                    | 3.000 м препреке | 8:18,31      | 8:51,57            | 13. у гр. 1        | 42 / 44 (45)          |                       | Нису се квалификовали |                      |                                          |
| Оскар Усиљос Лукас Буа Дарвин Ечевери Самуел Гарсија | 4 х 400 м        | 3:01,42 НР   | 3:01,72 КВ, НРС    | 1. у гр. 1         | 3:00,65 НР            | 5 / 16                |                       |                      |                                          |
| Алваро Мартин                                        | 20 км ходање     | 1:19:36      |                    |                    |                       |                       | 1:19:41 ЛРС           | 8 / 58 (64)          | Архивирано на веб-сајту (13. април 2018) |
| Алберто Амезкуа                                      | 20 км ходање     | 1:21:18      | 1:19:46 ЛР         | 9 / 58 (64)        |                       |                       |                       |                      | Архивирано на веб-сајту (13. април 2018) |
| Мигел Анхел Лопез                                    | 20 км ходање     | 1:19:14      | 1:19:57            | 10 / 58 (64)       |                       |                       |                       |                      | Архивирано на веб-сајту (13. април 2018) |
| Дијего Гарсија                                       | 20 км ходање     | 1:21:36      | 1:20:34 ЛР         | 13 / 58 (64)       |                       |                       |                       |                      | Архивирано на веб-сајту (13. април 2018) |
| Хосе Игнасио Дијаз                                   | 50 км ходање     | 3:51:09      | 3:48:08 ЛР         | 17 / 33 (49)       |                       |                       |                       |                      |                                          |
| Франсиско Арсиља                                     | 50 км ходање     | 3:55:06      | 3:57:27            | 26 / 33 (49)       |                       |                       |                       |                      |                                          |
| Иван Пахуело                                         | 50 км ходање     | 3:56:47      | Није завршио трку  | Није завршио трку  |                       |                       |                       |                      |                                          |
| Адријан Ваљес                                        | Скок мотком      | 5,70         | 5,60               | 8. у гр. А         |                       |                       | Није се квалификовао  | 31 / 33 (34)         |                                          |
| Игор Бичков                                          | Скок мотком      | 5,65         | Без пласмана       | Без пласмана       | Нису се квалификовали | Нису се квалификовали |                       |                      |                                          |
| Еусебио Касерес                                      | Скок удаљ        | 8,37         | Без пласмана       | Без пласмана       | Нису се квалификовали | Нису се квалификовали |                       |                      |                                          |
| Пабло Торихос                                        | Троскок          | 17,04 д      | 16,80 кв           | 6. у гр. А         | 16,60                 | 10 / 30 (41)          |                       |                      |                                          |
| Карлос Тобалина                                      | Бацање кугле     | 20,57        | 19,87              | 12. у гр. А        | Није се квалификовао  | 22 / 32               |                       |                      |                                          |

#### Десетобој
| Дисциплина    | Хорхе Урена | Хорхе Урена | Хорхе Урена | Хорхе Урена | Хорхе Урена | Хорхе Урена |
| Дисциплина    | Лич. рек.   | Резултат    | Бод.        | Плас.       | Укупно      | Плас.       |
| ------------- | ----------- | ----------- | ----------- | ----------- | ----------- | ----------- |
| 100 м         | 10.86       | 11,00 ЛРС   | 863         | 15.         | 861         | 15.         |
| Скок удаљ     | 7,54        | 7,30        | 886         | 16.         | 1.747       | 17.         |
| Бацање кугле  | 14,36       | 13,91       | 723         | 19.         | 2.470       | 18.         |
| Скок увис     | 2,10д       | 2,08        | 878         | 4.          | 3.348       | 11.         |
| 400 м         | 49,17       | 48,72 ЛР    | 875         | 12.         | 4.223       | 9.          |
| 110 м препоне | 13,95       | 14,15       | 955         | 5.          | 5.178       | 7.          |
| Бацање диска  | 38,70       | 36,33       | 590         | 23.         | 5.768       | 10.         |
| Скок мотком   | 5,02д       | 5,00 ЛРС    | 910         | 8.          | 6.678       | 10.         |
| Бацање копља  | 64.02       | 56,06       | 679         | 17.         | 7.357       | 11.         |
| 1.500 м       | 4:24,12     | 4:26,46     | 768         | 2.          | 8.125       | 9.          |
| Десетобој     | 8.121       |             |             |             | 8.125 ЛР    | 9 / 20 (35) |

| Дисциплина    | Пау Тонесен | Пау Тонесен | Пау Тонесен | Пау Тонесен | Пау Тонесен | Пау Тонесен  |
| Дисциплина    | Лич. рек.   | Резултат    | Бод.        | Плас.       | Укупно      | Плас.        |
| ------------- | ----------- | ----------- | ----------- | ----------- | ----------- | ------------ |
| 100 м         | 11,26       | 11,26       | 804         | 28.         | 804         | 28.          |
| Скок удаљ     | 7,53        | 7,21        | 864         | 21.         | 1.668       | 25.          |
| Бацање кугле  | 15,17       | 13,76       | 714         | 22.         | 2.382       | 24.          |
| Скок увис     | 2,15 д      | 2,08        | 878         | 2.          | 3.260       | 16.          |
| 400 м         | 50,24       | 50,85 ЛРС   | 776         | 26.         | 4.036       | 21.          |
| 110 м препоне | 14,30       | 14,57       | 902         | 11.         | 4.938       | 16.          |
| Бацање диска  | 46,48       | 43,07 ЛРС   | 727         | 16.         | 5.665       | 15.          |
| Скок мотком   | 5,53 д      | 5,40 ЛРС    | 1.035       | 1.          | 6.700       | 9.           |
| Бацање копља  | 60,86       | 55,13       | 665         | 18.         | 7.365       | 10.          |
| 1.500 м       | 4:38,20     | 4:46,31 ЛРС | 641         | 18.         | 8.006       | 14.          |
| Десетобој     | 8.247       |             |             |             | 8.006       | 14 / 20 (35) |

### Жене
| Атлетичарка            | Дисциплина       | Лични рекорд | Квалификације | Квалификације | Полуфинале            | Полуфинале            | Финале                | Финале       | Детаљи                                   |
| Атлетичарка            | Дисциплина       | Лични рекорд | Резултат      | Место         | Резултат              | Место                 | Резултат              | Место        | Детаљи                                   |
| ---------------------- | ---------------- | ------------ | ------------- | ------------- | --------------------- | --------------------- | --------------------- | ------------ | ---------------------------------------- |
| Естела Гарсија         | 200 м            | 23,13        | 23,78         | 5. у гр. 3    | Нису се квалификовале | Нису се квалификовале | Нису се квалификовале | 38 / 46 (49) |                                          |
| Естер Гереро           | 800 м            | 2:00,77      | 2:02,22       | 5. у гр. 2    | Нису се квалификовале | Нису се квалификовале | Нису се квалификовале | 27 / 43 (44) |                                          |
| Марта Перез            | 1.500 м          | 4:07,35      | 4:05,82       | 11. у гр. 1   | Нису се квалификовале | Нису се квалификовале | Нису се квалификовале | 20 / 43 (44) |                                          |
| Соланхе Переира        | 1.500 м          | 4:06,39      | 4:06,63       | 10. у гр. 3   | Нису се квалификовале | Нису се квалификовале | Нису се квалификовале | 21 / 45 (47) |                                          |
| Ана Лозано             | 5.000 м          | 15:18,07     | 15:14,23 ЛР   | 10. у гр. 1   |                       |                       | Није се квалификовала | 20 / 32 (34) |                                          |
| Марта Естебан          | Маратон          | 2:30:47      |               |               |                       |                       | 2:33:37 ЛРС           | 21 / 78 (92) | Архивирано на веб-сајту (4. август 2018) |
| Паула Гонзалез         | Маратон          | 2:28:54      | 2:42:47       | 46 / 78 (92)  |                       |                       |                       |              | Архивирано на веб-сајту (4. август 2018) |
| Мариса Касануева       | Маратон          | 2:32:22      | 3:05:03       | 78 / 78 (92)  |                       |                       |                       |              | Архивирано на веб-сајту (4. август 2018) |
| Ирена Санчез-Ескрибано | 3.000 м препреке | 9:40,30      | 9:46,59       | 6. у гр. 1    |                       |                       | Нису се квалификовале | 22 / 40 (42) |                                          |
| Марија Хосе Перез      | 3.000 м препреке | 9:40,51      | 10:01,84      | 13. у гр. 3   | 35 / 40 (42)          |                       | Нису се квалификовале |              |                                          |
| Тереса Урбина          | 3.000 м препреке | 9:41,95      | 10:21,90      | 5. у гр. 5    | 40 / 40 (42)          |                       | Нису се квалификовале |              |                                          |
| Лаура Гарсија-Каро     | 20 км ходање     | 1:29:32      |               |               |                       |                       | 1:29:29 ЛР            | 9 / 52 (61)  |                                          |
| Марија Перез           | 20 км ходање     | 1:28:15      | 1:29:37 ЛР    | 10 / 52 (61)  |                       |                       |                       |              |                                          |
| Ainhoa Pinedo          | 20 км ходање     | 1:29:50      | 1:31:28       | 21 / 52 (61)  |                       |                       |                       |              |                                          |
| Рут Беитија            | Скок увис        | 2,02 НР      | 1,92 кв       | 7. у гр. Б    |                       |                       | 1,88                  | 12 / 29 (30) |                                          |
| Ана Пелетеиро          | Троскок          | 14,22        | 14,07 кв      | 7. у гр. Б    | 14,23 ЛР              | 7 / 26                |                       |              |                                          |
| Фатима Диаме           | Троскок          | 14,03        | 13,36         | 12. у гр. А   | Нису се квалификовале | 25 / 26               |                       |              |                                          |
| Марија Белен Тоимил    | Бацање кугле     | 17,38        | 16,38         | 14. у гр. А   | Нису се квалификовале | 26 / 30 (31)          |                       |              |                                          |
| Урсула Руис            | Бацање кугле     | 18,28        | 16,20         | 14. у гр. Б   | Нису се квалификовале | 28 / 30 (31)          |                       |              |                                          |
| Сабина Асењо           | Бацање диска     | 61,89        | 57,00         | 9. у гр. А    | Нису се квалификовале | 20 / 29 (30)          |                       |              |                                          |
| Берта Кастељс          | Бацање кладива   | 70,52 НР     | 66,11         | 10. у гр. А   | Нису се квалификовале | 22 / 30 (32)          |                       |              |                                          |